# La Maritza
La Maritza je píseň francouzské zpěvačky bulharského původu Sylvie Vartan umístěná na jejím albu z roku 1968 Sylvie Vartan (známého taky pod názvem La Maritza). Píseň byla nahrána také na EP a singl.
Autory písně jsou Jean Renard a Pierre Delanoë. Ve Francii byla píseň vydána na EP spolu s písněmi Un p'tit peu beaucoup a Jolie poupée.

## Téma písně
Text je napsaný přímo pro osobu Sylvie Vartan, která v něm připomíná odchod rodiny z rodného Bulharska za svobodou do Francie. Tyto země jsou zde symbolizovány řekami Marica a Seina.

## Cover verze
Sylvie Vartan nahrála tuto píseň také v italštině s názvem La Maritza a v němčině s názvem Lied ohne Wiederkehr.
- Seija Simola – finsky s názvem Maritza
- Bart Kaëll – nizozemsky s názvem Maritza

S českým textem Pavla Žáka (zcela nesouvisejícím s původním) s názvem „Co mi dáš“ ji roku 1972 nazpívala Jitka Molavcová. Tuto verzi ale proslavila šansoniérka Hana Hegerová nahrávkou z téhož roku. Na oficiálních doprovodných textech k této coververzi je mylně uvedeno, že se jedná o coververzi písně „Les feuilles mortes“.